# نبیله اسلام پارکس
نبیله اسلام پارکس (née 27 نوامبر ۱۹۸۹) یک فعال آمریکایی و سیاستمدار اهل ایالت جورجیا است. او اولین زن مسلمان سنای ایالت جورجیا است. او قبلاً برای نمایندگی حوزه هفتم کنگره گرجستان در سال ۲۰۲۰ نامزد شده بود.
نبیله اسلام پارکس از پدر و مادری بنگلادشی در ایالات متحده متولد شد و در نورکراس و لاورنسویل بزرگ شد. پدرش به عنوان کارمند بایگانی در اداره درآمد داخلی و مادرش که اصالتاً نوخالی بود، در مشاغل مختلف با دستمزد پایین کار می‌کرد. یک شرکت بیمه تلاش کرد پس از اینکه مادرش به دلیل فتق دیسک از کار خود مرخصی گرفت، مزایای سلامتی را برای مادرش انکار کند، و این باعث شد نبیله اسلام پارکس از طرفداران مراقبت‌های بهداشتی گسترده تبدیل باشد.